# سورت (جزیره)
سورت یا سرتسی (انگلیسی: Surtsey) جزیره آتشفشانی در جنوب ایسلند و جزء میراث جهانی یونسکو است.این جزیره به وسیله فوران آتشفشان در تاریخ 23 آبان 1342 تشکیل شده است. از آن به بعد به تدریج حیات جانوری و گیاهی در جزیره گسترده شده است.